# José Manuel Lasa
José Manuel Lasa Urquia (* 21. Mai 1939 in Oiartzun, Spanien) ist ein ehemaliger spanischer Radrennfahrer. 

## Sportliche Laufbahn
Lasa, der sich während seiner Radsportlaufbahn als Straßenfahrer betätigte, konnte sich dreimal im Spitzenfeld der UCI-Straßen-Weltmeisterschaften platzieren. Bei der Weltmeisterschaft der Amateure 1965 wurde er beim Einzelrennen und beim 100-km-Mannschaftsrennen mit der spanischen Mannschaft jeweils Zweiter. 1967 kam er beim Einzelrennen der Berufsfahrer auf Platz sechs. Zuvor war er bei den Olympischen Spielen 1964 in Tokio gestartet, wo er im olympischen Straßenrennen 23. wurde. 
Lasa vollzog seinen Wechsel vom Amateursport zum Berufsfahrerlager noch im WM-Jahr 1965. Während seiner Profizeit wechselte er die Mannschaft fast jährlich, sein erstes Radsportteam war 1965 der spanische Rennstall GAC-Mobylette. In den Ergebnislisten größerer Rennen erschien Lasa erst, als er zum spanischen Team Fagor wechselte. Während er 1966 in weniger bedeutenden Rennen einsetzt wurde und dort eine Reihe von zweiten und dritten Plätzen erreichte, kam er 1967 neben der Weltmeisterschaft auch beim Eintagesrennen Mailand–Sanremo (53.) und bei der Tour de France (74.) zum Einsatz. Bessere Ergebnisse erzielte Lasa in der Saison 1968, mit Platz 18 bei der Tour de Suisse und Rang 27 bei der Vuelta a España. Die Spanienrundfahrt lag ihm besonders gut, bei der 1969er Vuelta erreichte er Platz vier und ein Jahr später wurde er 14. In das Jahr 1969 fällt auch sein einziger Sieg in einem spanischen Rennklassiker, als er das traditionsreiche Eintagesrennen Primavera Amorebieta gewann. 1970 fuhr Lasa seine letzten großen Rennen als Berufsfahrer. Er fuhr nun für das spanische Team La Casera-Peña Bahamontes, erreichte seine einzige Notierung beim Giro d’Italia (28.) und absolvierte noch einmal Mailand-Sanremo, wo er Platz 40 belegte.